# Emesis muticum
Emesis muticum är en fjärilsart som beskrevs av Mcalpine 1937. Emesis muticum ingår i släktet Emesis och familjen Riodinidae. Inga underarter finns listade i Catalogue of Life.

## Bildgalleri

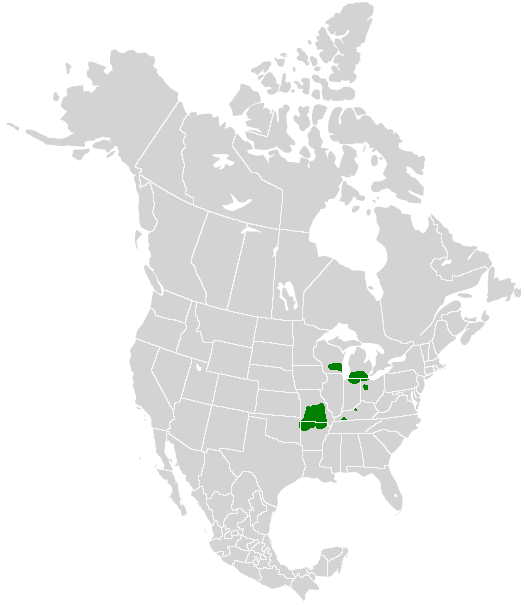